# Хьюго Грррл
Хьюго Грррл (англ. Hugo Grrrl; настоящее имя Джордж Фаулер (англ. George Fowler), 1 апреля 1991, Крайстчерч, Новая Зеландия) — новозеландский дрэг-кинг, комик, продюсер кабаре, известный своими победами в первом сезоне «House of Drag». Вступив в соревнование, Хьюго Грррл стал победителем и первым транс-мужчиной, принявшим участие в реалити-шоу Drag Race.

## Карьера
Закончив учебу, Фаулер работал по ночам в барах. У Джорджа был кризис гендерной идентичности и когда Джорджу было 20, появился персонаж Хьюго Грррл. Он бросил работу и начал карьеру драг-кинга. В 2016 году Хьюго Грррл создал свои хорошо известные шоу «Naked Girls Reading» и «The Pun Battles». В шоу «Naked Girls Reading» абсолютно обнаженные женщины читают вслух литературу. «The Pun Battles» - это шоу, буквально заполненное каламбурами, обычно это битва двух комиков с игрой слов. Оба шоу обрели успех и популярность и Хьюго Грррл решил отправиться в тур по всей стране.

## Личная жизнь
Джордж Фаулер родился в Крайстчерче. Оба его родителя были учителями английского языка. В 17 лет он переехал в Веллингтон, чтобы не только изучать юриспруденцию и театральное искусство, но и стать частью гей-сцены.

## Фильмография
- 2018, TVNZ Breakfast (играет себя)[8]
- 2018, Seven Sharp (играет себя)[9]
- 2018, House of Drag (играет себя)

## Шоу и туры
- The Pun Battle[10]
- Naked Girls Reading[11]

## Награды
- 2017 Wellington Comedy Awards Best Producer (победил)[12]
- 2018 Wellington Comedy Awards Best Producer (победил)[13]
- 2018 Wellington Comedy Awards Best MC (победил)
- 2018 Wellington Comedy Awards Outstanding Achievement (победил)
- 2018 Wellingtonian of the Year Arts Category (Номинирован)[14]